# Mecometopus tumulifer
Mecometopus tumulifer là một loài bọ cánh cứng trong họ Cerambycidae.